# L'educazione dei sentimenti
L'educazione dei sentimenti è un film del 1947, diretto da Mark Semënovič Donskoj. 

## Trama
Russia, prima metà del XX secolo. 
Durante una delle notti bianche di San Pietroburgo la severa direttrice di una scuola indice un ballo, cui partecipano diversi ufficiali: dopo il ballo, sulle rive della Neva, la giovane allieva Varvara Vassilievna e Sergej Dmitrevič Martynov si confidano il loro amore. Varvara, il mattino seguente, prima di partire per la Siberia dove ha scelto di fare la maestra di scuola, riceve la scoraggiante notizia dell'arresto di Sergej da parte della polizia zarista.
Dopo un inizio difficile nel villaggio siberiano, Varvara gradualmente si inserisce nella società locale. Il suo allievo migliore è il figlio di un minatore, Prov Voronov, a cui, nonostante abbia superato brillantemente gli esami di ammissione, viene tuttavia negato l'accesso alle scuole superiori da un direttore reazionario, che non ammetteva che i ragazzi poveri frequentassero.
Dopo tre anni di confino Sergej viene rilasciato, e, in Siberia, si sposa con Varvara. Durante la prigionia Sergej ha conosciuto nientemeno che Lenin, ed ora è un convinto bolscevico. La felicità della coppia è di assai breve durata, perché poco tempo dopo Sergej viene di nuovo arrestato.
La Russia entra in guerra, ma dopo pochi anni lo zar Nicola II abdica, ed ha inizio il declino dello zarismo che porterà alla Rivoluzione d'ottobre del 1917. Prov Voronov riesce finalmente a frequentare le scuole superiori e si avvia ad una carriera adatta alle sue non comuni capacità. Invece lo sfortunato Sergej, ora ufficiale dell'Armata Rossa, ferito gravemente, fa ritorno a casa solo per morirvi.
Inoltre il nuovo regime che si va instaurando incontra dei focolai d'opposizione, in particolare per le collettivizzazioni negli ambienti rurali, e Varvara è fatta oggetto di un attentato dal quale è tratta in salvo dagli allievi ed ex-allievi.
Gli anni passano e le generazioni si susseguono: una nuova scuola è stata costruita nel villaggio siberiano, e Varvara ne è la direttrice, mentre una sua ex-allieva fa l'insegnante in una classe dove suo figlio è pure presente. Ma l'Unione Sovietica entra nella seconda guerra mondiale: diversi ex-allievi di Varvara, sempre uniti da uno spirito di cameratismo, vi prendono parte con distinzione. Finita la guerra, nella giornata della vittoria Varvara, ormai insignita dell'Ordine di Lenin, indice un ballo, cui partecipano allievi ed ex-allievi.

## Cinema e zdanovismo
Il titolo italiano non è la traduzione di quello russo, Sel’skaia ucitel’nica,  letteralmente L’insegnante rurale. Il titolo  L’educazione dei sentimenti prende spunto dal discorso di accoglienza ai nuovi alunni da parte della giovane maestra Varvara Vassilievna Martynova, esattamente dove dice che da quel momento non ci sarebbero stati più ragazzi e ragazze, ma soltanto scolari e che oltre a scrivere, leggere, far di conto e altre cose lei avrebbe insegnato loro a sognare. Nonostante il film fosse fatto nel periodo dello zdanovismo e nonostante i decreti del 1946 inaugurassero il periodo più nero della storia della letteratura russa e così di tutte le arti, sottomesse totalmente allo Stato, il regista Mark Semënovič Donskoj, considerato sia in URSS che all’estero uno dei più significativi del periodo staliniano, ci lascia una delle sue migliori opere secondo il Sadoul e le «scene migliori sono quelle che evocano il tempo degli zar e il romanticismo dei rivoluzionari».

## Distribuzione
Il film è uscito in DVD a cura di R.U.S.C.I.C.O (Russian cinema Council), con sottotitoli anche in lingua italiana. 

## Riconoscimenti
Nel 1947 sono stati assegnati i premi Stalin di primo grado al regista Mark Donskoj, alla sceneggiatrice Maria Smirnova, al fotografo Sergej Urusevskij e all'attrice Vera Maretskaïa.
Nel 2008 il film è stato selezionato per la partecipazione al Festival Internazionale del cinema di Kiev.